# Epitalara reversa
Epitalara reversa är en fjärilsart som beskrevs av William Schaus 1905. Epitalara reversa ingår i släktet Epitalara och familjen björnspinnare. Inga underarter finns listade i Catalogue of Life.